# Гаврилова, Марина Владимировна
Мари́на Влади́мировна Гаври́лова (род. 6 июля 1964) — российский лингвист, специалист по политической лингвистике. Доктор филологических наук.

## Образование и ученые степени
Окончила филологический факультет Ленинградского государственного университета имени А. А. Жданова (1987, с отличием), аспирантуру филологического факультета Санкт-Петербургского государственного университета (1996). Тема кандидатской диссертации «Пространство и время в романе М. А. Булгакова „Мастер и Маргарита“».
В 2002 году окончила докторантуру филологического факультета Санкт-Петербургского государственного университета. Доктор филологических наук по специальности «10.02.01 — русский язык» (2006). Тема докторской диссертации «Лингвокогнитивный анализ русского политического дискурса».

## Научная деятельность
В область научных интересов М. В. Гавриловой входят политическая лингвистика, теория коммуникации, визуальная культура, идентичность, идеология, концепт, русская ментальность, институциональный дискурс, когнитивно-дискурсивные исследования.

## Членство в профессиональных ассоциациях
- член комиссии по лингвистике дискурса Международного комитета славистов;
- сопредседатель исследовательского комитета по изучению политических идей в публичной сфере Российской ассоциации политических наук;
- член Российской коммуникативной ассоциации.

## Редакторская деятельность
Член редакционного совета журнала «The Russian Journal of Communication» (издательство Rouledge).

## Экспертная деятельность
- член экспертного совета Российской ассоциации политических наук;
- член экспертного совета Российской коммуникативной ассоциации;
- член научного совета Российской ассоциации политических наук (2002—2009 гг.);
- эксперт конкурса на соискание премий правительства Санкт-Петербурга в области научно-педагогической деятельности (2009—2011 гг.);
- член совета по культуре речи при губернаторе Санкт-Петербурга (комитет по культуре, 2010—2013 гг.).

## Основные публикации
Автор более 130 научных и учебно-методических работ, опубликованных в России, на Украине, в Белоруссии, Польше, Германии и Китае.

### Монографии
- Гаврилова М. В. Критический дискурс-анализ в современной зарубежной лингвистике. Серия «Научные доклады». СПб: СПбГУ, 2003. 24 с.
- Гаврилова М. В. Когнитивные и риторические основы президентской речи (на материале выступлений В. В. Путина и Б. Н. Ельцина). Монография. СПб: Из-во филологического факультета СПбГУ, 2004. 295 с.
- Гаврилова М. В. Анализ программ российских политических партий начала ХХ и XXI веков (лингвистический аспект). СПб.: Из-во Невского ин-та языка и культуры, 2011. 244 с.

### Учебные пособия
- Гаврилова М. В. Методы и методики исследования политической коммуникации: Учебное пособие для студентов вузов. — Санкт-Петербург: Изд-во Невского ин-та языка и культуры. 2008.- 92 с.
- Гаврилова М. В. Политическая коммуникация XX века: Учебное пособие для студентов вузов. — Санкт-Петербург: Изд-во Невского ин-та языка и культуры. 2008. — 94 с.

### Статьи
- Гаврилова М. В. Некоторые черты речевого портрета президента России Д. А. Медведева // Вестник Тверского государственного университета. Серия «Филология». 2011. № 3. С. 4-10.
- Гаврилова М. В. Некоторые черты речевого портрета первого президента России Б. Н. Ельцина // Политическая лингвистика. 2012. № 4 (42). С. 17-23.
- Гаврилова М. В. Семантическое развитие понятия «демократия» в русском политическом дискурсе // Символическая политика: Сб. науч. тр. / РАН. ИНИОН. Центр социал. науч.-информ. исслед. Отд. полит. науки; Ред. кол.: Малинова О. Ю., гл. ред., и др. — М., 2014. — Вып. 2: Споры о прошлом как проектирование будущего. — С. 250—264.
- Гаврилова М. В. Политическая лингвистика в России: как языковеды читают политические тексты // Структурные трансформации и развитие отечественных школ политологии:/ Научное издание / Под ред. О. В. Гаман-Голутвиной. М.: 2015. С.433 — 444.

## Достижения
- Диплом первой степени в международном конкурсе научных публикаций «Политическая коммуникация» за монографию «Анализ программ российских политических партий начала ХХ и XXI веков (лингвистический аспект)» (2016 год).
- Диплом второй степени во всероссийском конкурсе «Лучшая книга по коммуникативным наукам и образованию» за учебно-методическое пособие «Методы и методики исследования политической коммуникации» (Российская коммуникативная ассоциация, 2009 год).
- Диплом третьей степени во всероссийском конкурсе учебно-методических работ за пособия «Методы и методики исследования политической коммуникации» и «Политическая коммуникация XX века» (Российская ассоциация политической науки, 2008 год).
- Диплом третьей степени во всероссийском конкурсе научных работ за монографию «Когнитивные и риторические основы президентской речи» (Российская ассоциация политической науки, 2004 год).